# Veronica Foster

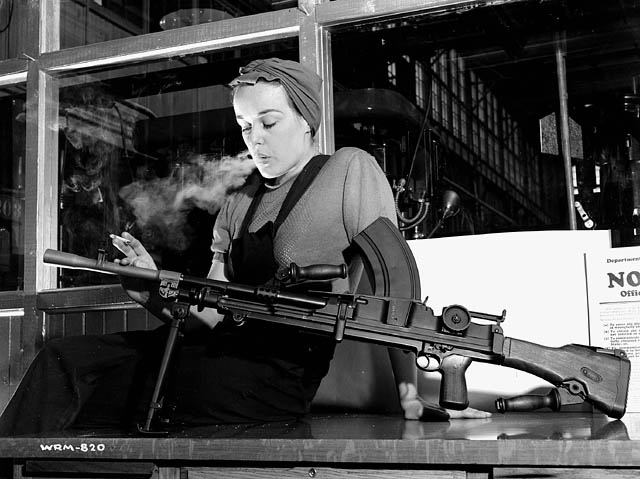
„Ronnie, das Bren Gun Girl“ bei einer Arbeitspause mit einer montierten Brengun

Veronica Foster (1922–2000) war eine kanadische Rüstungsarbeiterin, die als Ronnie, das Bren Gun Girl auf einem 1941 entstandenen kanadischen Pressebild und als Postermotiv bekannt wurde. Das Bild wurde zu einer kulturellen Ikone, die Tausende von kanadischen Frauen symbolisierte, die während des Zweiten Weltkriegs in der Rüstungsindustrie arbeiteten.

## Entstehung
Foster arbeitete für die John Inglis and Company und stellte leichte Maschinengewehre vom Typ Bren her. Die Firma war in der Strachan Avenue in Toronto, Ontario zu finden. Das Bild Fosters zeigt sie bei einer Arbeitspause nach der Montage einer Brengun und wurde in ganz Kanada berühmt. Das Motiv gilt als kanadische Vorgängerin von Rosie the Riveter, einer fiktiven Person, die in der amerikanischen Kriegspropaganda berühmt wurde. Populär wurde die Darstellung Fosters aufgrund verschiedener Poster, die neben der Montagearbeit auch Szenen aus der Freizeit wie bei Tanzvergnügen und Dinnerparties verewigten.